# Onofri (cognome)
Onofri è un cognome di lingua italiana.

## Varianti
D'Onofrio, Iside, Isidi, Noferi, Noferini, Nofri, Onofrei, Onofrio, Onufrio, Osiride, Osiridi.

## Origine e diffusione
Cognome tipicamente centro-meridionale, è presente prevalentemente in Emilia-Romagna.
Potrebbe derivare dal prenome Onofrio, a sua volta derivato dall'appellativo Onnuphrius riferito a Osiride: i cognomi Iside, Isidi, Osiride e Osiridi presentano, quindi, la medesima origine.
La variante Nofri è toscana; Onofrio e D'Onofrio sono meridionali.

## Persone
- Paola Onofri – attrice italiana
- Roberto Onofri –  autore televisivo e conduttore televisivo italiano
- Sandro Onofri – scrittore, insegnante e giornalista italiano